# Girolamo Cattaneo

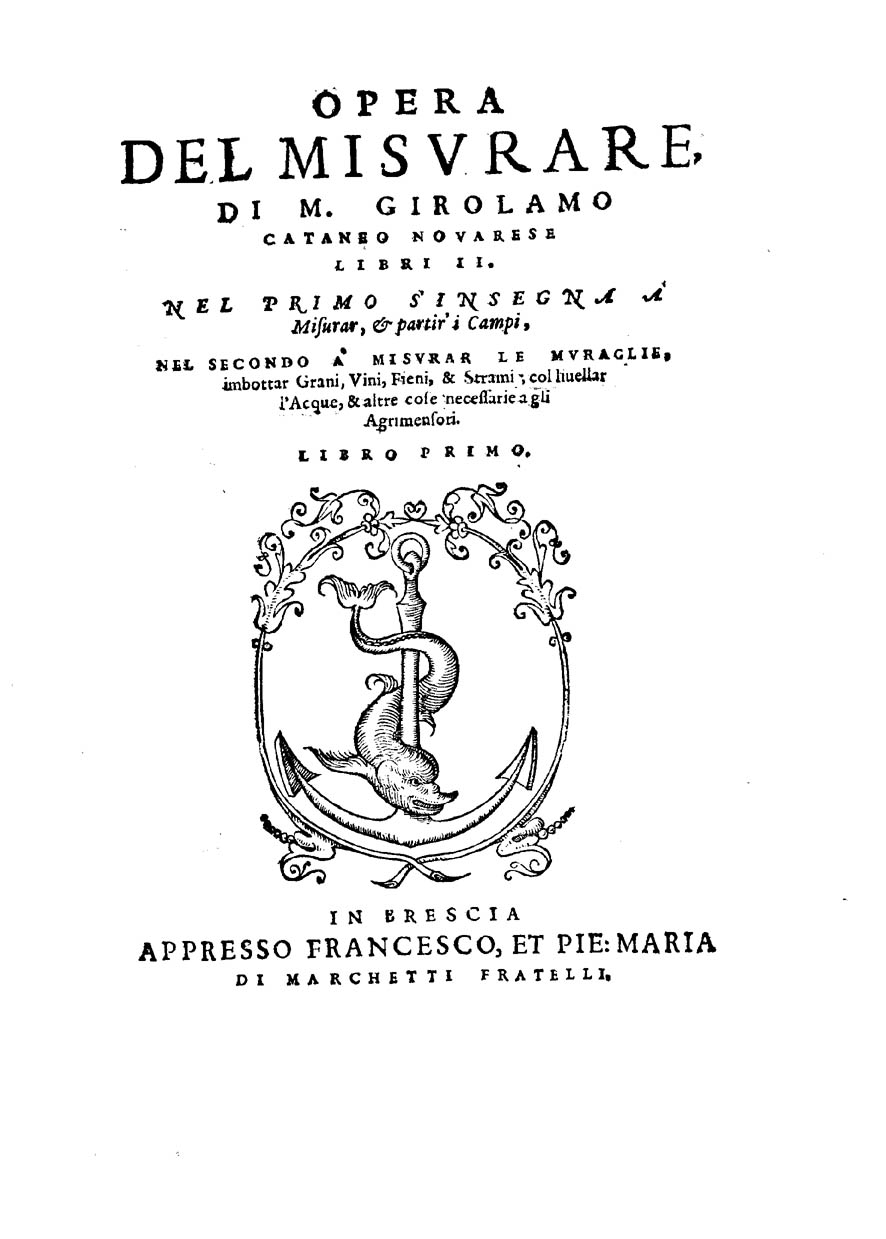
Dell'arte del misurare, libro primo, 1572

Girolamo Cattaneo, citato anche come Girolamo Cataneo (Novara, 1540 – Brescia, 1584), è stato un architetto e ingegnere italiano.

## Biografia

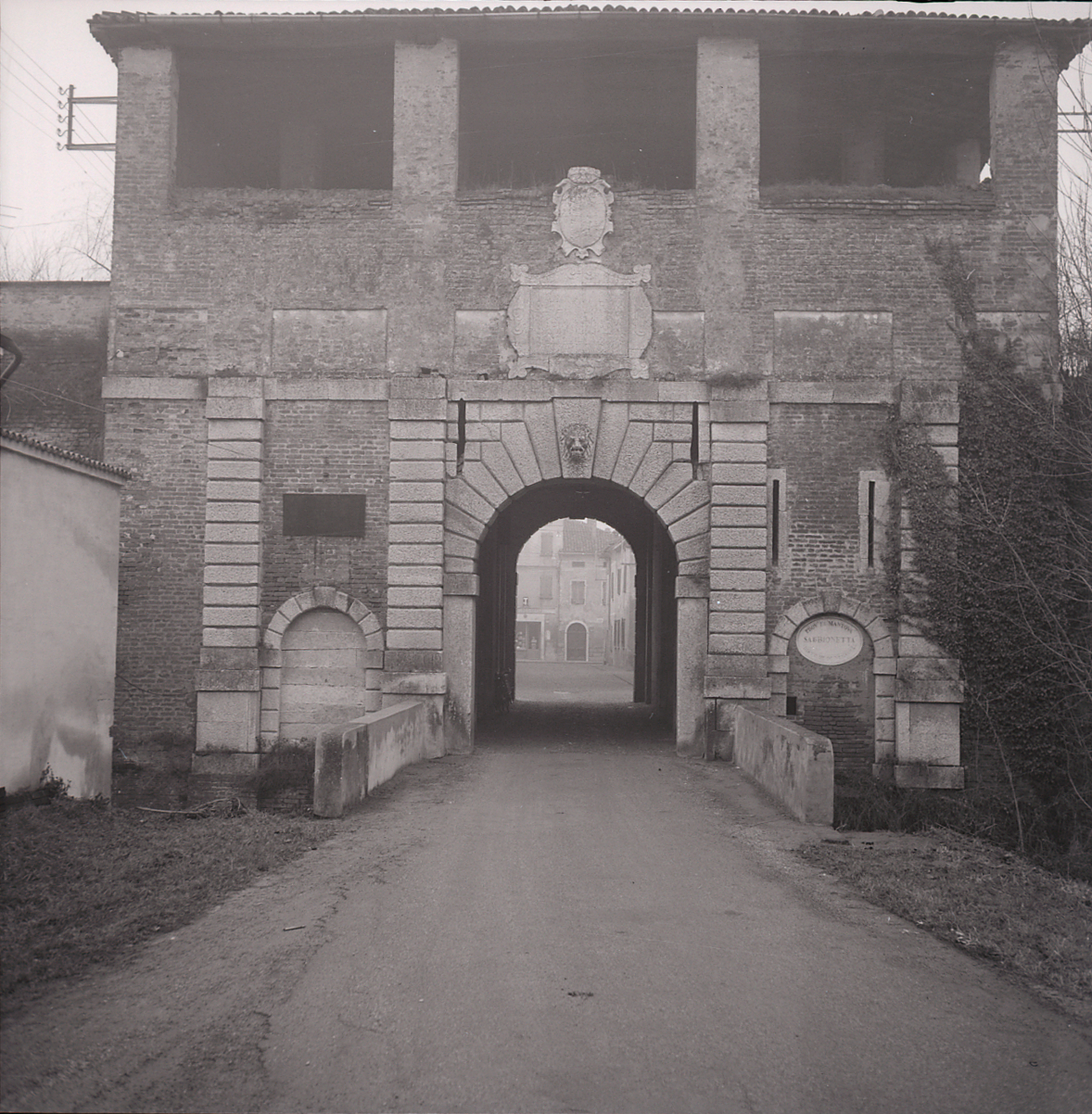
Porta Vittoria, Sabbioneta. Foto di Paolo Monti, 1965

Fu un architetto militare che operò prevalentemente tra Mantova e Brescia già dal 1540 circa.
Intorno al 1550 fu al servizio del conte di Sabbioneta Vespasiano I Gonzaga, che si avvalse della sua consulenza per la fortificazione della cittadella, con particolare riguardo alle mura e alle porte (Porta Vittoria e Porta Imperiale) della fortezza.

## Opere
- Rote perpetue, per le quali si può con qual numero di due dadi si voglia, ovvero con due dadi secondo l'horologio d'Italia ritrovar quando si fa la luna, Brescia, Francesco Marchetti, 1562.
- Opera nuova di fortificare, offendere e difendere, Brescia, Tommaso Bozzola, 1567.
- Girolamo Cattaneo, Tavole brevissime per sapere con prestezza quante file vanno a formare una giustissima battaglia, In Brescia, Tommaso Bozzola, 1567. URL consultato il 5 giugno 2015.
- Nuovo ragionamento del fabricare le fortezze, Brescia, Francesco Marchetti & Pietro Maria Marchetti, 1571.
- Dell’arte del misurare, Brescia, Tommaso Bozzola, 1584.
  -  Dell'arte del misurare, vol. 2, Brescia, Francesco Marchetti & Pietro Maria Marchetti, 1572.